# Николаев, Александр Сергеевич (танкист)
Алекса́ндр Серге́евич Никола́ев (22 апреля 1923, деревня Маковно, ныне Крестецкий район, Новгородская область, Россия — 12 июля 1943, село Петровка, ныне Прохоровский район Белгородской области) — участник Великой Отечественной войны. Механик-водитель танка, совершившего первый танковый таран в ходе Курской битвы. Посмертно награждён орденом Отечественной войны I степени.

## Биография

### Происхождение
Александр Сергеевич Николаев родился 22 апреля 1923 года в деревне Маковно (ныне Крестецкий район Новгородской области). Отец участвовал в Гражданской войне. Брат Василий (1917—1941), участник советско-финляндской войны, в 1941 году был повторно призван на фронт и погиб в бою в 1942 году. Сёстры Евдокия и Нина также участвовали в Великой Отечественной войне, записавшись добровольцами.

### До Курской битвы
В 1930-е годы вместе с семьёй переехал в посёлок Кулотино (Окуловский район Новгородской области). Перед началом войны работал на Кулотинской прядильно-ткацкой фабрике. В 1941 году был эвакуирован на Урал вместе с фабрикой. В 1942 году был призван в армию из села Черноусово Белоярского района Свердловской области. В том же году был направлен на фронт в качестве механика-водителя танка. Служил во 2-м батальоне 181-й танковой бригады 18-го танкового корпуса.
Согласно материалу из журнала «Родина», датированному 2013 годом, к началу Курской битвы старший сержант Николаев управлял танком Т-34-76. Помимо механика-водителя, в экипаж боевой машины входили командир батальона капитан Пётр Скрипкин, командир взвода лейтенант Иван Гусев, заряжающий Роман Чернов и стрелок-радист Анатолий Зырянов. Однако в других источниках приводится иная информация о модели танка и составе экипажа (подробнее…).

### События 12 июля 1943 года
В статье из журнала «Родина» и в книге Валерия Замулина «Засекреченная Курская битва» сообщается, что 12 июля 1943 года в ходе боя у села Петровка (Прохоровский район Белгородской области) танк Николаева был подбит, а командир батальона Скрипкин получил тяжёлые ранения. Николаев и Зырянов укрыли командира в воронке, однако их действия заметил экипаж вражеского «Тигра». Немецкий танк двинулся навстречу с намерением уничтожить бойцов. Тогда Николаев вернулся в подбитую машину и по приказу Гусева двинул её на таран. При столкновении Гусев, Николаев и Чернов погибли. Однако совершённый таран позволил не только спасти бойцов, оказывавших первую помощь Скрипкину, но и сломать боевой порядок немцев, что привело к выигрышу в битве.
В наградном листе, составленном командиром 181-й танковой бригады В. А. Пузырёвым 26 июля 1943 года, и в тексте приказа № 0351 по 18-му танковому корпусу от 24 августа 1943 года приводится несколько иная информация. Согласно данным документам, инициатором тарана был сам Николаев.
Останки погибших бойцов в тот же вечер были погребены близ села Петровка. В 1950 году прах Николаева был перезахоронен в братской могиле в селе Прелестное.

## Награды
15 июля 1943 года лейтенант Гусев и старший сержант Николаев за совершённый подвиг были посмертно представлены к званию Героя Советского Союза. Однако по неизвестным причинам Николаев получил другую награду — орден Отечественной войны I степени, а Гусев не был награждён вообще.

## Память
Именем Николаева названа улица в посёлке Кулотино, где он жил, и в селе Прелестное, где он был захоронен.